# Центральний комітет польських євреїв
Центральний комітет польських євреїв також відомий як Центральний комітет євреїв у Польщі та скорочено CKŻP (пол. Centralny Komitet Żydów w Polsce, їд. צענטראלער קאמיטעט פון די יידן אין פוילן) був спонсорованим державою політичним представництвом євреїв у Польщі наприкінці Другої світової війни. Він був заснований 12 листопада 1944 року як наступник Тимчасового центрального комітету польських євреїв, сформованого місяцем раніше під егідою комуністичного Польського комітету національного визволення (PKWN). CKŻP надавав опіку та допомогу євреям, які пережили Голокост. Він юридично представляв усіх польських євреїв, зареєстрованих у CKŻP, у їхніх відносинах з новим урядом та його установами. Воно існувало до 1950 року, коли спільно з Єврейським культурним товариством представники CKŻP заснували Соціально-культурне товариство євреїв у Польщі.
Комітет відіграв важливу роль в організації та здійсненні зусиль єврейської алії для Британського мандату в Палестині, а з середини травня 1948 року — для новоствореної Держави Ізраїль. Працівники CKŻP зареєстрували 86 000 вцілілих у січні 1946 року з усієї довоєнної Польської Другої Республіки. До кінця літа кількість євреїв, які підписалися, зросла приблизно до 205 000–210 000 (240 000 реєстрацій із понад 30 000 дублікатами). Понад 100 000 біженців (або близько 180 000 за Енгелем), багато з яких добре знають ідиш, прибули до ЛНР із Радянського Союзу завдяки польсько-радянській угоді про репатріацію. Маршал Спихальський підписали указ, що дозволяє їм залишати Польщу без віз чи дозволів на виїзд. Польща була єдиною країною Східного блоку, яка це зробила. До весни 1947 року за сприяння CKŻP емігрувало понад 150 000 євреїв (додаткове число, поза тим періодом). Щоб забезпечити їхнє звільнення, CKŻP зібрав групові свідчення, проте польський указ був легко схвалений Кремлем, який намагався підірвати британський вплив на Близькому Сході. Еміграція євреїв (відома як Беріх ) була мотивована знищенням єврейського життя в Польщі та антиєврейським насильством у Польщі, найвідомішим інцидентом був погром у Кельцах.

## Організація
Членський склад Центрального Комітету був розроблений у червні 1946 року на основі компромісу між уже діючими єврейськими політичними партіями, легалізованими в Радянській Народній Республіці . Відповідно: шість місць отримали єврейські комуністи (єврейська фракція Польської робітничої партії), чотири місця — представники Бунду, чотири місця — Ігуд, три — ліва фракція Поеалей-Ціон, три — Поале-Ціон. Правильно, і одне місце до Хашомер Хацаїр. CKŻP створив дев’ять провінційних і сім регіональних відділів по всій Польщі. Білостоцьким відділенням ЦК керував Шимон Датнер. Комітет очолив Еміль Зоммерштайн з Ігуда, якого в 1946 році змінив Адольф Берман з лівих Поале-Ціон. У 1949 році Бермана змінив Герш Смоляр, офіційний представник Польської об’єднаної робітничої партії в CKŻP. Центральний комітет польських євреїв було припинено 29 жовтня 1950 року, і була створена нова організація, Towarzystwo Społeczno-Kulturalne Żydów w Polsce (TSKŻ), яка на сьогодні є найбільшою єврейською організацією в Польщі з 17 регіональними відділеннями.